# Majtényi Erik
Majtényi Erik (eredeti neve: Mann Erik) (Temesvár, 1922. szeptember 19. – Bukarest, 1982. január 22.) romániai magyar költő, író, szerkesztő, műfordító.

## Életútja
Temesváron végzett négy gimnáziumi osztályt, már diákéveiben munkatársa lett a Gaudeamus című diáklapnak. Fiatal korában kétkezi munkás volt. A második világháború vége felé antifasiszta tevékenysége miatt Zsilvásárhelyre internálták. 1944 végén német neve (Mann) miatt zárták börtönbe, majd a Donyec-medencei szénbányákba hurcolták.
1945 után újságíró, 1948-1951 között az Ifjúmunkás, 1952-ben az Előre szerkesztője lett. 1955-1956-ban a román írószövetség titkára, 1961-ben megjelentek versei a Bánáti Tükör című temesvári antológiában. 1963-tól ismét az Előre belső munkatársa. A marosvásárhelyi Igaz Szó című lap szerkesztőségének tagja, s a Bánsági Írás című lap állandó munkatársa volt.

## Költészete
Első írását már 1940-ben közölte a Brassói Lapok. Kétféle minőségben is elszenvedett börtön- és lágerélményekből táplálkozva a munkásmozgalom hőskorára jellemző agitatív versekkel jelentkezett, s évről évre újabb verseskötettel adta politikai optimizmusának tanújelét. A háború utáni első költőnemzedéknek agitatív lírát művelő, proletkulttól sem mentes képviselőjeként az Ötven vers (1950) című generációs antológia markáns alakja. Búcsú az ódáktól (1957) című kötetcímként is ismertté vált versében szakított az 1950-es évekbeli költői magatartásával. Ebben a korszakban írott agitáló verseit később önkritikával szemlélte, gyűjteményes kötetébe nem vette fel azokat. Átváltását a közéleti líra pátoszáról a gondolati elmélyedés költészetére Kántor Lajos így jellemzi: "A felületi harmónia már nem elégíti ki – a diszharmónia kimondásával törekszik igazabb, tartósabb összhang megteremtésére." Költői fejlődése szerre kiküszöböli a szavak "fölöslegét", a kibontakozás sajátos logikája frázisok helyett hovatovább a gondolat emberségére alapoz. Szobrot álmodtam c. kötetével kapcsolatban 1966-ban Sőni Pál értékelése szerint már méltán emelhető ki "a valóság szavakban való átültetésének párját ritkító könnyedsége, a nemes értelemben vett alkalmi jelleg, tehát a fáradhatatlan készség, mely tüstént hidat ver a közvetlen valóságtól a költészethez". Huszár Sándornak adott írói nyilatkozatában a költő mindenesetre arról vall, hogy gyermekkora Petőfi-élményére alapozva az új, tömörebb gondolati fokon is hű marad az egyszerű közérthetőség követelményeihez. Számos gyermekverset és ifjúsági regényt írt, az irodalomkritika azonban élete fő művének Hajóharang a Hold utcában (1976) című önéletrajzi regényét tekinti. Klasszikus és kortárs román költők művei mellett oroszból és németből is fordított. Nekrológjában Forró László a túlélőt idézte, akinek volt ereje "az ódáktól" búcsúzni, vezekelve "mások vétkeiért is".

## Művei
- Ötven vers (antológia, többekkel), Bukarest, 1950
- Ismerjük meg az esztendőt, Bukarest, 1951
- Ők féljenek!, Bukarest, 1952
- Őrségen, Bukarest, 1953
- Köszöntünk ifjúság! A Román Népköztársaság magyar költőinek versei a Világifjúsági Találkozó köszöntésére; szerk. Majtényi Erik; Ifjúsági, Bukarest, 1953
- Tábortűz, Bukarest, 1954
- Útközben, Bukarest, 1955.
- Búcsú az ódáktól, Marosvásárhely, 1957
- Pitypalatty, Bukarest, 1957
- Az utolsó Zsolnoky avagy egy tündöklő utód dicsőségének és bukásának keserves históriája, Bukarest, 1958
- Biztató, Bukarest, 1959
- Csillagaink most sokasodnak, Bukarest, 1960
- Pirkadástól virradatig, Bukarest, 1962
- Útravaló, Bukarest, 1962
- Betűvár, Bukarest, 1962
- Kép, kép, csupa kép, Bukarest, 1963
- Szobrot álmodtam, Bukarest, 1965
- A furfangos fejesvonalzó, Bukarest, 1965
- Kiborult egy kosár virág, Bukarest, 1966
- Fehér madár, Bukarest, 1967
- Örökösök, kisregény, Irodalmi Könyvkiadó, Bukarest, 1967
- Bonifác, a pilóta, Ifjúsági Könyvkiadó, Bukarest, 1968
- Majtényi Erik legszebb versei; bev. Páskándi Géza; Ifjúsági, Bukarest, 1969
- Rajzos, vidám állattan, Bukarest, 1971
- Egy vers egyedül, Bukarest, 1972
- Csicseri borsó, Bukarest, 1973
- Nagy kenyér, kis egér, Bukarest, 1975
- Hajóharang a Hold utcában, regény, Bukarest, 1976
- Hét nap a kutyák szigetén, útirajz, Bukarest, 1971
- Most át kell írnom ezt a menetrendet; Magvető, Bp., 1981
- Visszajátszás. Publicisztikai írások; Kriterion, Bukarest, 1981
- Postás Pali levelei, Ion Creanga Könyvkiadó, Bukarest, 1981
- Emberek, lakások lakói. Versek, műfordítások; bev. Szász János; Kriterion, Bukarest, 1983
- Jánoska Tükörországban. Meseregény; bev. Bajor Andor; Creanga, Bukarest 1983
- Nagy kenyér, kis egér. Versek gyermekeknek; Creangă, Bukarest, 1986
- Tejfehér éjszakák. Novellák, útijegyzetek; vál., utószó Szász János; Kriterion, Bucureşti, 1988
- A Bátrak Szigete és egyéb történetek; Creangă, Bucureşti, 1989

## Műfordítások
- Maria Banuș versei
- Radu Boureanu versei
- Emil Isac versei
- Eugen Jebeleanu versei
- Erich Maria Remarque: Három bajtárs
- Virgil Teodorescu versei

## Díjai
- A Román Népköztársaság Állami Díja (1954)